# U-51号潜艇 (1938年)
U-51号（德語：U 51）是纳粹德国战争海军建造的二十四艘VII-B型潜艇（或称U艇）之一。它由基尔的日耳曼尼亚船厂承建，于1938年6月11日下水，至同年8月6日交付使用。第二次世界大战期间，该艇曾执行过四次巡逻作战，共击沉6艘同盟国或中立国舰船，累积总吨位为31,020吨。1940年8月20日，U-51号在圣纳泽尔以西的比斯开湾遭英国潜艇抹香鲸号发射的鱼雷击沉，艇内43名官兵全数阵亡。

## 设计
由于原有VII-A型潜艇的燃料容量有限而导致航程不足，战争海军于1936年又设计建造了24艘VII-B型潜艇作为改进版。为了提高操纵性和转向性能，他们在两副螺旋桨后部设计了两片舵，并增大舵面面积。VII-B型艇的内部空间更大，因此可在外部鞍状水舱内多装载33吨燃油。这种燃料舱是“自动加注”的——当柴油不断被消耗时，海水也不断进入该水舱以补偿浮力。艇艏和艇艉还设有纵倾平衡水舱，通过调整两端水量来防止潜艇在水下可能产生的纵倾和横摇。作为VII-B型艇，U-51号的全长增加了两米，达到66.50米，舷宽6.20米、高9.5米，并有4.74米的吃水深度，水上和水下排水量分别为753吨和857吨。该艇采用双轴设计，具有两副直径为1.23米的三叶螺旋桨。动力由两台曼恩生产的M6V 40/46型六缸四冲程1,600匹公制馬力（1,200千瓦特）涡轮增压柴油机用于水面运行，以及两台布朗-博韦里提供的GG UB 720/8型375匹公制馬力（280千瓦特）双作用电动发电机用于水下航行；水面最高航速17.9節（33.2每小時），水下8節（15每小時）；能够在水面以10節（19每小時）航速续航9,700海里（18,000），或以4節（7.4每小時）连续在水下航行90海里（170）而无需充电。
武器装备方面，U-51号装备有五具内置式鱼雷发射管——艇艏四具、艇艉一具。相较于VII-A型艇，其艇艉的鱼雷发射管设计在耐压壳体内部、两片舵之间，鱼雷可以由此向外发射。在轮机舱甲板下方还配备了用于艇艉的鱼雷装填系统，耐压壳体与甲板室之间一前一后还设计有外置鱼雷贮存装置，因此U-51号的鱼雷储备和发射能力也得以提升，可携带14枚G7型鱼雷或最多26枚TMA型水雷（TMB型则为39枚）。此外，该艇还搭载有一门配备220发弹药的88毫米35式速射炮以及一门配备1,195发弹药20毫米30式高射炮作为甲板炮。其标准船员编制为4名军官及40－56名水兵。

## 历史
1936年11月21日，海军造舰局根据《英德海军协定》的要求，正式将十一艘VII-B型潜艇（U-45至U-55号）的建造合同发包予基尔的日耳曼尼亚船厂。其中U-51号于1937年2月26日开始铺设龙骨，建造序列为586。经过近十六个月的建造，它于1938年6月11日下水，至同年8月6日在前U-3号艇长、海军上尉恩斯特-京特·海尼克的指挥下交付使用。完成海试后，该艇加入驻基尔的“韦格纳”潜艇区舰队，先后担任作战艇和前线艇直至1939年12月31日。1939年5月至6月期间，U-51号也曾伙同U-39、U-45、U-46和U-47号一起参加了在北大西洋和比斯开湾的潜水和护航演练。当U艇编制于1940年1月1日重组时，它又继续在驻基尔的第7潜艇区舰队担任前线艇，直至8月20日沉没。
第二次世界大战期间，U-51号曾执行过四次巡逻和一次狼群作战，共计击沉同盟国或中立国的5艘商船和1艘辅助军舰，累积总吨位为31,020吨。

### 作战巡逻
U-51号的全部四次巡逻都是在海军上尉迪特里希·克诺尔的指挥下完成。他于1940年1月17日首次率艇从基尔出发，穿过威廉皇帝运河后前往北大西洋游弋。22日09:33，无护航的瑞典货船哥特号（Gothia）被U-51号的鱼雷击中船艏，一小时后向左舷倾侧，在苏格兰的圣基尔达群岛以西约45海里（83）处沉没。德国人没有看到国籍标记，直到该船被击中后才认出。29日15:30，另一艘独行的挪威货船艾卡号（Eika）又被克诺尔射出的一枚鱼雷击中左舷，在克利尔岛以南约100海里（190）处断成两截后立即沉没。克诺尔报告称，该船没有中立国标识，他误将发动机在艉部的货船当成了液货船。同一天，U-51号由于技术问题被迫返航，并于2月8日13:15抵达威廉港，结束了这次为期二十二天、共计约3,000海里（5,600）的冒险。
为了支援入侵挪威的“威悉演习行动”，U-51号的第二次巡逻于3月11日14:40从威廉港启程，驶入北海。它与U-25、U-46、U-64和U-65号组成共同组成第一潜艇集群，作战区域位于纳尔维克、哈尔斯塔、费斯特峡湾和沃格斯峡湾。4月13日，该艇在纳尔维克靠岸获取燃料和补给，随后继续行动。法国潜艇俄耳甫斯号曾于4月21日向U-51号发射两枚鱼雷，但均告射失。经过四十三天、全长约5,400海里（10,000）的航行后，克诺尔率艇于4月22日23:28抵达基尔，期间未能击沉或击伤任何舰船。
6月6日22:00，U-51号离开威廉港执行第三次巡逻。在穿过威廉皇帝运河并在布伦斯比特尔接受护航后，该艇前往北大西洋、英吉利海峡以西和比斯开湾游弋。从6月12日至17日，该艇曾在爱尔兰南部参与“普里恩狼群”作战，目标是攻击从哈利法克斯前往利物浦途中的HX-47号护航船队，但一无所获。直到6月25日，克诺尔才独自发现并袭击了OA-172号护航船队。其中英国货轮温莎伍德号（Windsorwood）先是于15:43在兰兹角西南偏西约370海里（690）处被U-51号的一枚鱼雷击中船舯部，继而于16:19遭遇“致命一击”后三分钟内沉没。船队中的另一艘英国万吨级油轮萨拉纳克号（Saranac）则是15:51分在兰兹角西南偏西约270海里（500）处遭到首次鱼雷命中，船员立即弃船。17:37，潜艇浮出水面，试图用火炮击沉油轮，延至19:15完成“致命一击”后十五分钟才沉没。四天后的午夜过后不久，伪装成商船埃奇希尔号（Edgehill）的英国皇家海军Q船威拉米特河谷号又在克利尔角西南偏西约250海里（460）处被U-51号的一枚鱼雷击中船舯部。船随即停了下来，但由于货物浮力大而没有沉没。潜艇浮出水面并于01:06发出“致命一击”试图解决战斗，但直到01:24发射了第三枚鱼雷后，Q船才缓缓下沉，向左舷倾覆。经过二十九天和约5,400海里的航行后，U-51号于7月5日12:00返抵基尔。
为了能够从比斯开湾向大西洋出击，U-51号于8月9日15:30在克诺尔的带领从基尔启程执行第四次巡逻，前往德占法国，从此再未归航。8月15日，英国油轮席尔瓦菲尔德号（Sylvafield）作为HX-62号护航船队的掉队者，在罗科尔西北偏西约190海里（350）处被克诺尔发射的鱼雷击中并沉没。一天后，隶属英国皇家空军第210中队的一架桑德兰水上飞机在执行侦察任务时发现了U-51号，并发动深水炸弹攻击。当见到油渍和气泡升上水面后，英国人相信他们已经击沉敌人并离开。然而，尽管U-51号受损严重，却在袭击中幸存了下来。直至8月20日凌晨，在接近抵达洛里昂基地时，它又被刚从庞马尔执行布雷任务返航的英国潜艇抹香鲸号所发现。后者共发射了六枚鱼雷，其中两枚击中U-51号，使之立即在47°06′N 04°51′W / 47.100°N 4.850°W、即编号为BF-5527的海军网格处沉没，艇内43名官兵全数阵亡。

## 袭击历史摘要
| 日期          | 船名           | 船籍         | 吨位   | 结局 |
| ------------- | -------------- | ------------ | ------ | ---- |
| 1940年1月22日 | 哥特号         | 瑞典         | 1,640  | 击沉 |
| 1940年1月29日 | 艾卡号         | 挪威         | 1,503  | 击沉 |
| 1940年6月25日 | 温莎伍德号     | 英国         | 5,395  | 击沉 |
| 1940年6月25日 | 萨拉纳克号     | 英国         | 12,049 | 击沉 |
| 1940年6月29日 | 威拉米特河谷号 | 英國皇家海軍 | 4,724  | 击沉 |
| 1940年8月15日 | 席尔瓦菲尔德号 | 英国         | 5,709  | 击沉 |

## 脚注
1. 1 2  加洛普，第72頁.
2. ↑  威廉生，第10頁.
3. 1 2  Gröner 1991，第43–44頁.
4. 1 2  . U-Boot-Archiv.   [2024-05-28]. （原始内容存档于2024-05-25）.
5. ↑  Helgason, Guðmundur. . German U-boats of WWII - uboat.net.   [2024-05-28]. （原始内容存档于2021-04-14）.
6. 1 2  Helgason, Guðmundur. . German U-boats of WWII - uboat.net.   [2024-05-28]. （原始内容存档于2023-06-10）.
7. ↑  Helgason, Guðmundur. . German U-boats of WWII - uboat.net.   [2024-05-28]. （原始内容存档于2020-09-18）.
8. ↑  Helgason, Guðmundur. . German U-boats of WWII - uboat.net.   [2024-05-28]. （原始内容存档于2020-08-07）.
9. ↑  Helgason, Guðmundur. . German U-boats of WWII - uboat.net.   [2024-05-28]. （原始内容存档于2020-09-27）.
10. ↑  Helgason, Guðmundur. . German U-boats of WWII - uboat.net.   [2024-05-28]. （原始内容存档于2020-09-27）.
11. ↑  Helgason, Guðmundur. . German U-boats of WWII - uboat.net.   [2024-03-22]. （原始内容存档于2020-08-04）.
12. ↑  Helgason, Guðmundur. . German U-boats of WWII - uboat.net.   [2024-05-28]. （原始内容存档于2020-08-15）.
13. ↑  Helgason, Guðmundur. . German U-boats of WWII - uboat.net.   [2024-05-28]. （原始内容存档于2020-08-15）.
14. ↑  Helgason, Guðmundur. . German U-boats of WWII - uboat.net.   [2024-05-28]. （原始内容存档于2020-09-25）.
15. ↑  Helgason, Guðmundur. . German U-boats of WWII - uboat.net.   [2024-05-28]. （原始内容存档于2020-09-27）.
16. ↑  Helgason, Guðmundur. . German U-boats of WWII - uboat.net.   [2024-05-28]. （原始内容存档于2020-09-26）.
17. ↑  Kemp，第67–68頁.
18. ↑  Busch & Röll，第20頁.
19. ↑  Blair，第225頁.